# Aspilatopsis lacuum
Aspilatopsis lacuum är en fjärilsart som beskrevs av Louis Beethoven Prout 1938. Aspilatopsis lacuum ingår i släktet Aspilatopsis och familjen mätare. Inga underarter finns listade i Catalogue of Life.